# Yüksek Sadakat
Yüksek Sadakat is een Turkse band, gevormd in 1997. Ze verwierven grote bekendheid in eigen land in 2005 met hun album met dezelfde naam. Kutlu Özmakinacı, die de bas bespeeld, was jarenlang redacteur van muziekblad Blue Jean. De muziek van Yüksek Sadakat is een mix van rock en Turkse invloeden.

## Eurovisiesongfestival
Op 31 december 2010 maakte TRT bekend dat Yüksek Sadakat Turkije zou vertegenwoordigen op het Eurovisiesongfestival 2011 in Düsseldorf. De band was de eerste Turkse inzending sinds de invoering van de halve finales die zich niet kon plaatsen voor de finale.

## Leden

#### Huidige leden
- Zanger: Selçuk Sami Cingi
- Gitaar: Serkan Özgen
- Basgitaar: Kutlu Özmakinacı
- Keyboard: Uğur Onatkut
- Drums: Alpay Şalt

#### Voormalige leden
- Zanger: Cemil Demirbakan
- Zanger: Kenan Vural
- Drums: Sefa Deniz Alemdar

## Albums
- Yüksek Sadakat (2006)
- Katil & Maktûl (2008)

1975: Semiha Yankı · 
1978: Nilüfer & Nazar · 
1980: Ajda Pekkan · 
1981: Modern Folk Trio & Ayşegül · 
1982: Neco · 
1983: Çetin Alp & The Short Waves · 
1984: Beş Yıl Önce On Yıl Sonra · 
1985: MFÖ · 
1986: Klips ve Onlar · 
1987: Seyyal Taner & Lokomotif · 
1988: MFÖ · 
1989: Pan · 
1990: Kayahan · 
1991: İzel Çeliköz, Reyhan Karaca & Can Uğurluer · 
1992: Aylin Vatankoş · 
1993: Burak Aydos · 
1995: Arzu Ece · 
1996: Şebnem Paker · 
1997: Şebnem Paker & Grup Etnik · 
1998: Tüzmen · 
1999: Tuba Önal & Grup Mistik · 
2000: Pınar Ayhan & Grup SOS · 
2001: Sedat Yüce · 
2002: Buket Bengisu & Grup Safir · 
2003: Sertab Erener · 
2004: Athena · 
2005: Gülseren · 
2006: Sibel Tüzün · 
2007: Kenan Doğulu · 
2008: Mor ve Ötesi · 
2009: Hadise · 
2010: MaNga · 
2011: Yüksek Sadakat · 
2012: Can Bonomo